# Temporary Secretary
Seconda traccia di McCartney II (1980), Temporary Secretary (nota anche come Jerry Temporary) è un brano musicale scritto ed interpretato dall'ex-beatle Paul McCartney.

## Il brano

### Composizione e registrazione
Temporary Secretary venne scritto dal punto di vista di una ragazza proveniente da un'agenzia di lavori temporanei, con il middle eight ispirato dai Ian Dury and the Blockheads, si basa sul ritmo provocato dai sintetizzatori, che imitano una macchina da scrivere, della chitarra e della batteria. McCartney affermò che i synths (tra i quali un ARP sequencer) lo aiutarono a mantenere il tempo, e che la canzone nacque da sola. Venne registrato tra giugno e luglio 1979 sotto la produzione di Paul stesso. Nel 2001, nel corso un'intervista con The Quietus, Macca annunciò che il suo tastierista "Wix" ne aveva trovato uno dei primi modelli, preferiti dal polistrumentista rispetto ai contemporanei, e che sperava di comprarlo presto. Nelle liriche ci sono dei riferimenti ad un "Mr Marks", ovvero il fondatore dell'Alfred Marks Agency, che pensò di utilizzare il brano in una campagna pubblicitaria, ma l'autore mise il suo veto. McCartney ebbe delle "segretarie temporanee" quando lasciò la Apple Records nel 1975.

### Pubblicazione ed accoglienza
Canzone considerata da Paul McCartney "divertente", fu la seconda traccia dell'LP McCartney II del maggio 1980, di discreto successo critico e di ottimi responsi commerciali, che fu anche l'LP che spinse John Lennon, assieme alla canzone Rock Lobster dei B52, a tornare a registrare musica. Nel 2004, venne inclusa sull'album sperimentale Twin Freaks, con una durata di oltre quattro minuti. Il critico musicale Stephen Thomas Erlewine di AllMusic ha citato questo pezzo come un esempio della confusione dei brani dell'album, da lui valutato abbastanza negativamente. Nei piani originari di McCartney, l'LP doveva essere un album doppio, e Temporary Secretary doveva aprire il secondo lato del primo disco; era preceduta da Blues Sway, outtake pubblicata come bonus track nella ristampa di McCartney II su CD del 2011, ed era seguita da On the Way, che in effetti, nella versione ufficialmente pubblicata, rimane sempre dietro a questo pezzo.
Temporary Secretary venne pubblicato sul terzo 45 giri (b-side: Secret Friend) estratto da McCartney II, sebbene il suo lato B era un inedito delle sessions per LP; con una durata di oltre dieci minuti e mezzo, è la canzone più lunga del polistrumentista britannico. Fu il suo unico SP ad essere pubblicato nel solo formato dei 12", non considerando un promo da 7" contenente solo il lato A su un solo lato; un'altra stranezza era la pubblicazione limitata di sole 25000 copie, che impedirono un qualsiasi piazzamento in classifica per il singolo. La copertina presentava un disegno di Jeff Cummins ed un artwork addizionale di McCartney, e, sul retro-copertina, una foto, stranamente non scattata dalla moglie Linda, sposata il 12 marzo 1969, ma da David Thorpe. Il 45 giri venne pubblicato, il 15 settembre, solo nel Regno Unito, dalla Parlophone, con il numero di serie 12 R 6039; le copie si esaurirono in sedici ore.

## Formazione
- Paul McCartney: voce, chitarra, basso elettrico, tastiere, sintetizzatori, ARP sequencer, batteria[1]